# Joel Deleōn
Joel Deleōn, de son vrai nom Joel Pimentel de León (né le 28 février 1999 à Hesperia, en Californie), est un chanteur américain d'origine mexicaine.

## Biographie

### La Bandaet CNCO (2015–2021)
Deleōn se fait connaître sous son nom Joel Pimentel en 2015 en participant à la première saison de l'émission de téléréalité La Banda, créée pour trouver le prochain boys band latino, avec les juges Ricky Martin, Alejandro Sanz et Laura Pausini. Il se produit avec le morceau Cien ovejas, qui ne lui a pas plu au départ ; cependant, les juges l'autorisent à chanter un autre morceau, I See Fire d'Ed Sheeran. Une fois accepté, il passe de nombreuses auditions musicales, en même temps que de nombreux candidats d'origine latine. Ainsi, le 13 décembre 2015, lors de la grande finale de l'émission, le boys band CNCO est formé, composé de Pimentel, Christopher Vélez, Richard Camacho, Erick Brian Colón et Zabdiel de Jesús,.
Le 9 mai 2021, Pimentel annonce son départ du groupe, invoquant son désir de « grandir et d'explorer de nouveaux espaces artistiques ».

### Carrière solo (depuis 2019)
Pimentel fait une apparition dans le clip No soy yo, un morceau de la chanteuse argentine Emilia Mernes et du rappeur portoricain Darell, aux côtés d'Oriana Sabatini et de Johann Vera. Il choisit d'utiliser son nom de famille maternel, Deleōn, en l'honneur de son grand-père, qui lui apprend à chanter, et initie son amour de la musique. Elle sort son premier single solo La Culpa le 21 octobre 2021.
Son deuxième single, Coco, sort le 27 janvier 2022. Le 16 décembre, il sort Idk Y. Le 9 mai 2023, il prend la décision de mettre sa carrière musicale entre parenthèses en raison de problèmes avec son label. Quelque temps plus tard, le 25 octobre, il revient à la musique, cette fois-ci de manière indépendante, en sortant un nouveau single intitulé Blue. Le 17 novembre, il sort Reggaeton viejo. Le 30 novembre sort son premier EP, Ahora me escuchan ?, qui contient six morceaux, dont les deux singles précédents et quatre nouveaux : Yo-shi, No te veo :/, Sexo y ya, et Ponte.

## Discographie

### EP
- 2023 : ¿Ahora me escuchan?[11]

### Singles
- 2021 : La culpa[5]
- 2022 : Coco[12]
- 2022 : Idk y[13]
- 2023 : Blue[14]